# Kappeln
Kappeln (dänisch Kappel) ist eine Kleinstadt an der Schlei im Kreis Schleswig-Flensburg in Schleswig-Holstein (Deutschland), die sich über die beiden schleswigschen Landschaften Angeln und Schwansen erstreckt.

## Geographie

### Geographische Lage

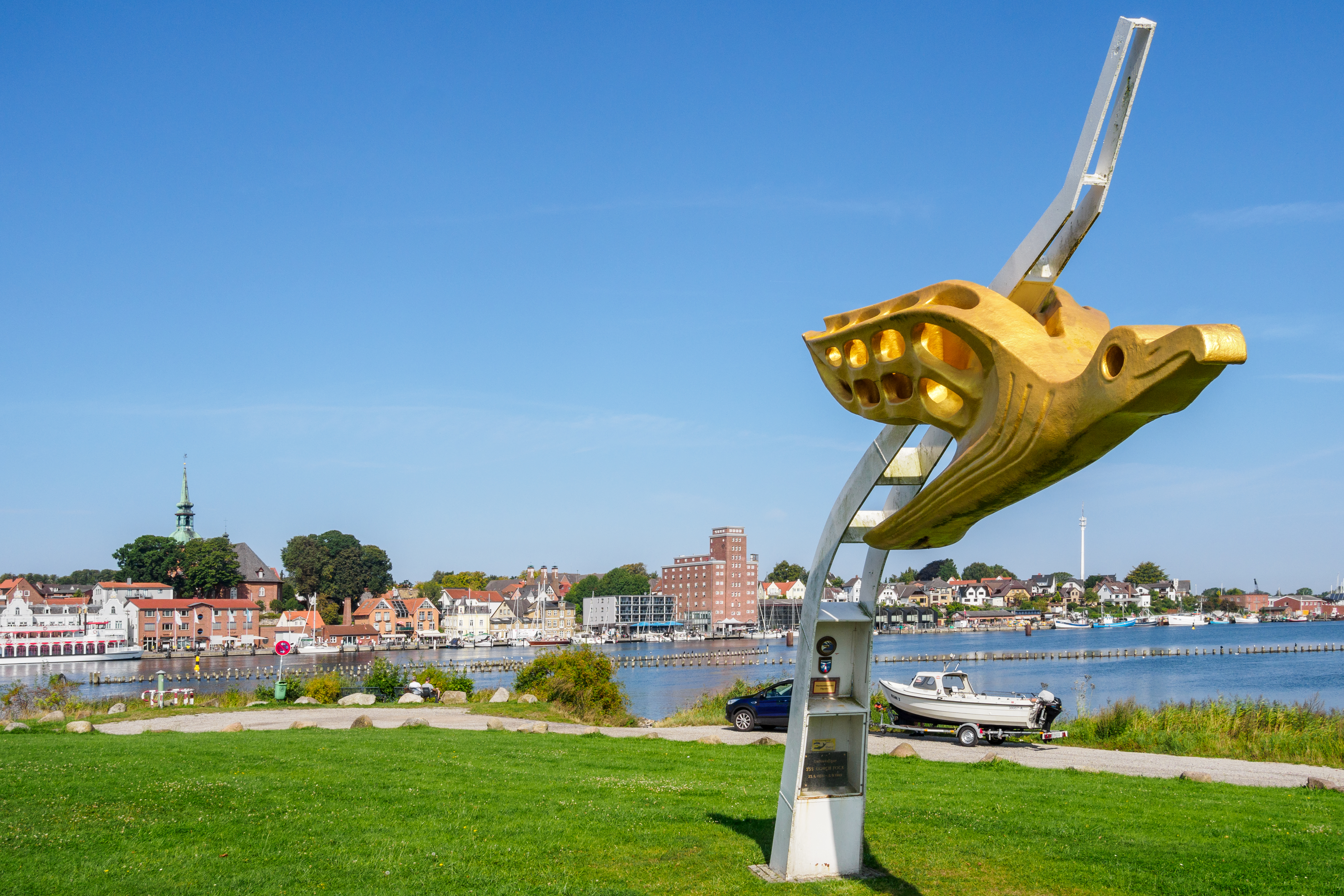
Kappeln mit Galionsfigur der Gorch Fock

Das Gebiet der Stadt Kappeln erstreckt sich am Übergang der Schlei im Südosten der Halbinsel Angeln und, seit der Eingemeindung von Olpenitz, zudem auf dem südlichen Ufer der Schlei auch im Norden der Halbinsel Schwansen bis an den Küstenstreifen der offenen Ostsee heran.

### Stadtgliederung
Zur Stadt Kappeln gehören die Ortsteile Mehlby (dänisch Melby; mit Wilhelminenhöh), Dothmark (dänisch Dotmark), Sandbek (dänisch Sandbæk), Stutebüll (dänisch Studebøl), Ellenberg (dänisch Ellebjerg), Olpenitz (dänisch Olpenæs) und Kopperby (dänisch Kobberby).

### Nachbargemeinden
Das Gemeindegebiet der Stadt Kappeln wird ringsum begrenzt durch die Gebiete der Gemeinden:
| Stoltebüll                     | Rabenholz, Rabel, Maasholm                  |  |
| Oersberg, Rabenkirchen-Faulück | Kompassrose, die auf Nachbargemeinden zeigt |  |
| Grödersby, Winnemark           | Karby, Brodersby                            |  |

## Geschichte

### Wechselnde Besitzer
„Kappeln 1858. Wir Fleckensvogt, Vorstand und Deputirte, des im Herzogthum Schleswig belegenen Fleckens Cappeln, bezeugen hiedurch, dass dem Cigarrenfabricanten Emil Georg Martin Zarnedsky das Bürgerrecht in dem Flecken Cappeln verliehen worden ist […]“

Bürgerrechtsurkunde Kappeln 1858. Wir Fleckensvogt, Vorstand und Deputirte, des im Herzogthum Schleswig belegenen Fleckens Cappeln, bezeugen hiedurch, dass dem Cigarrenfabricanten Emil Georg Martin Zarnedsky das Bürgerrecht in dem Flecken Cappeln verliehen worden ist […]

Kappeln wurde erstmals 1357 urkundlich erwähnt. Der Ortsname leitet sich etymologisch von Kapelle ab, weil hier, auf dem hohen Schleiufer, bereits im 14. Jahrhundert eine Kapelle stand.
Im Jahre 1406 kam der Ort zum Domkapitel der Stadt Schleswig und 1533 zum Adelsgut Roest. Kappeln war damit, anders als die freien Bauern im übrigen Angeln, einem Gutsherren unterworfen, wogegen sich das Fischerdorf Jahrhundertelang mühsam erwehrte.
Im Jahr 1666 versuchte der damalige Gutsherr Detlef von Rumohr, die Einwohner des inzwischen zu einem wohlhabenden Handelsplatz herangewachsenen Ortes zu Leibeigenen zu machen. Daraufhin verließen im folgenden Jahr 64 Familien, und damit ein Großteil der Einwohner, den Ort und gründeten weiter südlich auf einer Insel in der Schlei den Flecken Arnis.

### Von der Befreiung aus der Leibeigenschaft zum Flecken
1799 wurde die Leibeigenschaft durch Karl von Hessen-Kassel wieder aufgehoben. Er war königlich-dänischer Statthalter in den Herzogtümern Schleswig und Holstein und zwischenzeitlich zugleich Besitzer des Gutes Roest. Im Jahr 1807 kaufte der dänische König Christian VII. Kappeln, das fortan einen eigenen Gerichts- und Verwaltungsbezirk bildete. 1842 erhielt der Ort den Status eines Fleckens. Flecken waren schleswigsche Minderstädte. Regionale Bedeutung erhielt Kappeln 1846, als es die uneingeschränkte Fleckengerechtigkeit bekam und damit Gerichtsort für das Umland wurde. Nach Beendigung des Ersten Schleswigschen Kriegs wurde der Angelner Güterdistrikt aufgelöst und die Kappelner Harde gegründet. Das Herzogtum Schleswig war wie das übrige Jütland in mehrere Harden eingeteilt. Nach der Annexion Schleswig-Holsteins durch Preußen 1867 (nach dem Deutsch-Dänischen Krieg) wurde die preußische Ordnung eingeführt. 1870 erhielt Kappeln das Stadtrecht und blieb Sitz eines Amtsgerichts.
Bereits am 26. April 1814 wurde der erste Kleingärtnerverein im heutigen Deutschland in Kappeln – das damals noch zum dänisch regierten Herzogtum Schleswig gehörte – gegründet. Die Anlage „Reeperbahn“ existiert auch heute noch, sie ist damit die älteste Deutschlands. Der Pastor H. F. Chr. Schröder verpachtete in Parzellen aufgeteiltes Pastoratsland an Garteninteressenten. Eine Gartenordnung wurde erstellt, der Pachtpreis festgesetzt und ein Vorstand gewählt. Schon im Jahr 1800 waren die ersten Gartenflächen für Bedürftige nach einer 1797/1798 erfolgten Anfrage an den Inspektor des Gutes Roest, dessen Besitzer der Statthalter in den Herzogtümern Landgraf Karl von Hessen-Kassel gewesen war, im Bereich der heutigen Prinzenstraße geschaffen worden. Im Jahr 1806 entstanden dann die nach dem Landgrafen benannten Carls-Gärten, nachdem dieser zuvor das sogenannte Priesterholz in Gartengrundstücke aufgeteilt hatte.

### Anbindung an die Verkehrsinfrastruktur
Einer verbreiteten Ansicht zufolge verhinderten im Jahr 1881 Kappelner Schiffer und Kaufleute, dass die Bahnstrecke Kiel–Flensburg über die Stadt geführt wurde, was inzwischen jedoch als Legende angesehen wird. 1885 wurde die Stadt Endpunkt der Flensburger Kreisbahn, die Kappeln mit dem nördlichen Angeln und Flensburg verband (heute folgt die B 199 der einstigen Trasse). Es folgten die Schleswiger Kreisbahn und die Eckernförder Kreisbahn, die den Ort nach Schleswig und Eckernförde anbanden.

### Entwicklung im frühen 20. Jahrhundert
Im Jahre 1910 bekam die Stadt ein Wasserwerk, das von Jacob Moser finanziert worden war, der dafür die Ehrenbürgerschaft erhielt. Um das Andenken seines Vaters, des jüdischen Kaufmanns Moses Jacob Moses zu ehren, förderte er außerdem großzügig den Bau des ersten Kappelner Krankenhauses. Der wirtschaftliche Aufschwung Kappelns in der Zwischenkriegszeit spiegelt sich im Bau einer Drehbrücke 1927 und dem Bau der Nestlé-Fabrik, die noch vor Beginn der Weltwirtschaftskrise geplant und dann erst mitten in der Krise eingeweiht wurde. Schon vor Ausbruch der Krise, 1928, bekam die Stadt Kappeln wirtschaftliche Probleme und musste z. B. an der Straßenbeleuchtung sparen. In ganz Schleswig-Holstein machten 120.000 Bauern in Kundgebungen auf ihre verschlechterte wirtschaftliche Lage aufmerksam.

### Kappeln im Nationalsozialismus

#### Allgemeine Situation
Die Kappelner Bürger hatten schon 1932 bei den Reichspräsidenten- und Reichstagswahlen mehrheitlich die Nationalsozialistische Deutsche Arbeiterpartei (NSDAP) gewählt. Sehr früh, ab April 1933, wurden in Kappeln Organisationen, Vereine und auch kirchliche Einrichtungen gleichgeschaltet. Organisationen, die die Nazis als Gegner ansahen, mussten sich auflösen. So löste sich am 2. April 1933 die Odd-Fellow-Loge in Deutschland und auch die Christophorusloge in Kappeln auf. Anfang Mai übernahmen NSDAP-nahe Aktionskomitees die freien Gewerkschaften, ebenfalls im Mai wurden die verschiedenen Berufsinnungen und Organisationen (auch Beamtenbund) gleichgeschaltet oder aufgelöst. Es folgten die Pfadfinder, der Stahlhelm und auch kirchliche Organisationen. Im Juni 1933 trat das Betätigungsverbot für Mandatsträger der SPD in Kraft, was zur Folge hatte, dass gerade gewählte SPD-Stadtverordnete ihr Amt nicht antreten konnten. Die Gleichschaltung erfasste alle Bereiche des öffentlichen Lebens, auch den TSV (Sportverein), den Schützenverein und weitere Vereine. Sie verlief in Kappeln reibungslos, da Kappeln schon sehr früh weit über dem Durchschnitt liegende Wahlergebnisse für die NSDAP hatte. In der Reichstagswahl 1932 erhielt die NSDAP in Kappeln 53,9 % der Stimmen bei einem Ergebnis im Reichsgebiet von 33,1 %.
Im wirtschaftlichen Aufschwung der späteren 1930er Jahre waren erfolgreiche Geschäftsleute zum Teil eng mit NSDAP-Funktionären in Kappeln verbunden. 1936 ließ der Getreidehändler Peter Kruse den großen, auch heute noch stadtbildbeherrschenden, mit Klinker verkleideten Stahlbeton-Getreidespeicher am Hafen errichten. Kruse gehörte auch das ‚Strandhotel‘ in Kappeln, das die Kappelner Deutsche Arbeitsfront zum DAF-Erholungsheim umbauen wollte, dafür aber keinen Zuschuss aus Berlin bekam. Die DAF-Ortsgruppe erhielt aber bei ihren Plänen 1935 Unterstützung durch den Freund und Kunstverkäufer des zuvor aus Berlin in die Region gekommenen Malers Gerhart Bettermann, Walter Reichart. Reichart erwies sich bald als Hochstapler in NSDAP-Kreisen und wurde 1935 verurteilt. 1936 erhielt Gerhart Bettermann den Auftrag, den Rathaussaal in Kappeln auszumalen. Die Stadt hatte vorher hierfür eine „anonyme Spende“ erhalten, die tatsächlich aber von Peter Kruse stammte, der von den DAF-Plänen profitierte. Die Einweihung der Wandmalerei, in der zwei zentrale Figuren den Arm zum Hitlergruß erhoben, wurde in einer Sonderbeilage der örtlichen Zeitung Schleibote von einem hohen NSDAP-Kulturfunktionär als „vorbildlich“ bezeichnet. Die Schüler der Klaus-Harms-Schule, die zuvor schon das Recht erworben hatte, die Fahne der Hitlerjugend zu hissen, wurden vom Künstler selbst durch den Rathaussaal geführt, dessen Decke mit Hakenkreuzornamenten geschmückt war.
Schon 1933 waren einzelne Arbeiter, die gegen die Gleichschaltung protestiert hatten, „in Schutzhaft“ genommen worden. Die schärfsten Aktionen der örtlichen und überörtlichen NSDAP-Kader richteten sich gegen die in Kappeln lebenden Juden.

#### Die Verfolgung der Juden

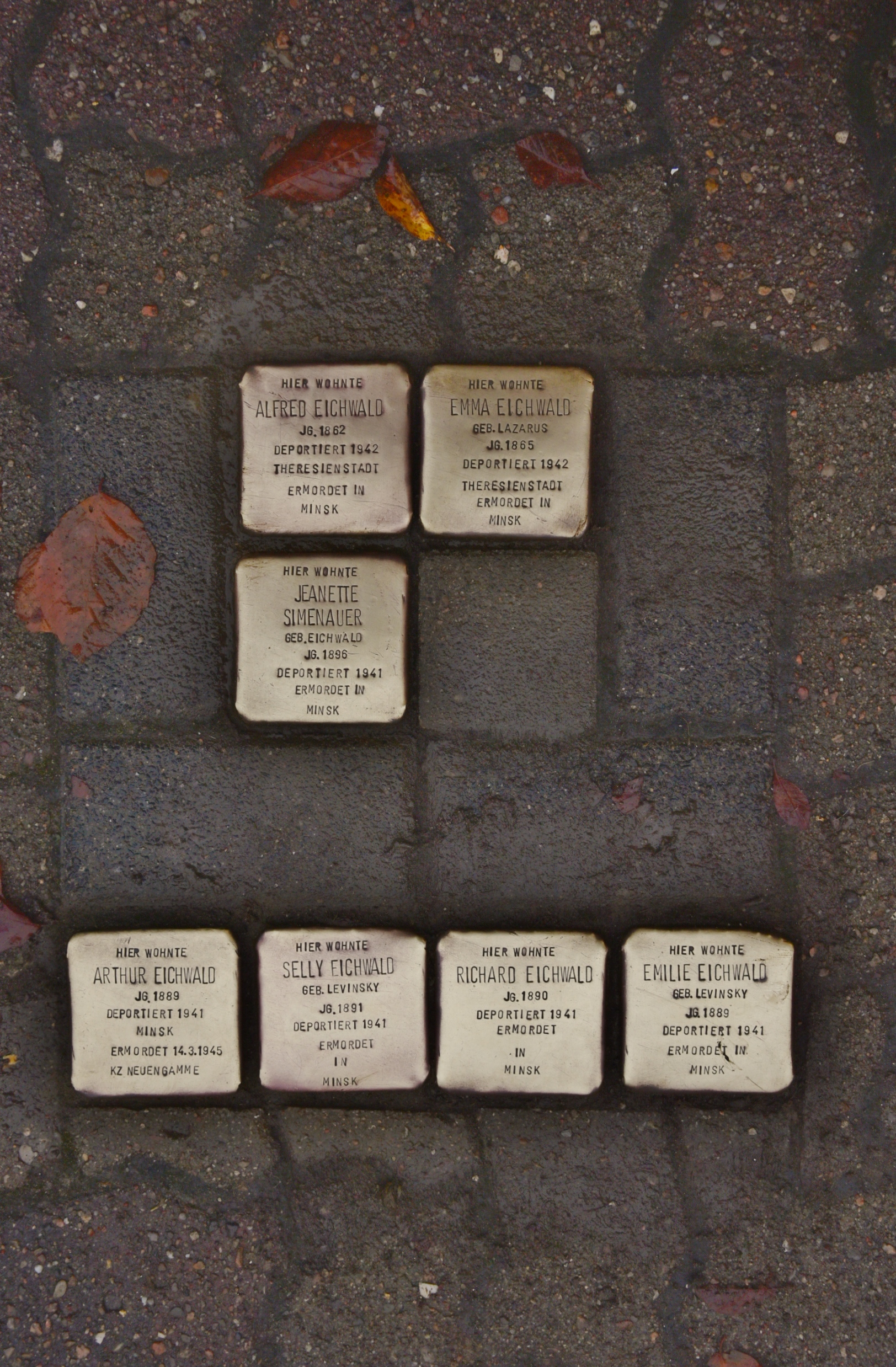
Stolpersteine für die Familie Eichwald

Seit ungefähr 1800 lebten zwei Familien jüdischen Glaubens in Kappeln. Es gab aber keine jüdischen Einrichtungen dort. Der jüdische Religionsunterricht wurde von dem in Friedrichstadt ansässigen Bezirksrabbiner erteilt, der dafür nach Kappeln fuhr. 1933 wohnte in Kappeln nur eine Familie jüdischen Glaubens, die in dem Doppelhaus Mühlenstraße 36 wohnte. Das war der 1863 geborene Alfred Eichwald mit seiner Frau Emma, geborene Lazarus, seinen erwachsenen Söhnen mit Familien und der 1895 geborenen Tochter Jeanette. Die Eichwalds hatten sich mit viel Fleiß und Ausdauer eine bürgerliche Existenz in Kappeln aufgebaut. Der 1890 geborene Sohn Richard führte in dem Haus unter der Firma „Eichwald & Siebel“ einen Tabakwarenladen, der 1889 geborene Sohn Arthur ein Textilgeschäft unter dem Namen „Alfred Eichwald“. Die Eichwalds genossen ein hohes Ansehen in der Stadt. Richard Eichwald war Mitglied der Freiwilligen Feuerwehr Kappelns. Alfred Eichwald, der Großvater, war Mitglied des Guttemplerordens zum Kampf gegen den Alkohol. Richard Eichwald war mit hohen Auszeichnungen aus dem Ersten Weltkrieg zurückgekommen.
Als die Nazis mit der DNVP am 30. Januar 1933 die Macht ergriffen, begann für die deutschen Juden auch in Kappeln eine Zeit der Verfolgung. Die drei Kinder der Familie Richard und Emilie Eichwald spürten das sofort. Der 1923 geborene John Eichwald, der sich im Exil später Jonny Blunt nannte, berichtete von einem Lehrer, der die Kinder der Schule gegen die Kinder der Eichwalds aufhetzte. Am 1. April 1933 war die erste staatliche Aktion gegen die Juden. Eine uniformierte SA- bzw. SS-Wache zog für einen Tag vor den Geschäften auf, die mit großen Plakaten dazu aufforderte, die Geschäfte zu boykottieren. Später gab es jede Menge weitere Schikanen durch die Verwaltung und NSDAP. So musste Richard Eichwald beispielsweise den vor seinem Laden befindlichen Zigarettenautomaten auf Anordnung der Stadtverwaltung abbauen. Ihnen wurde auch untersagt, ihre Hunde frei laufen zu lassen, weil „»jüdische Hunde« nicht die Stadt beschmutzen dürften“. Als die Diskriminierung in der kleinen Stadt immer größer wurde, gaben die Eichwalds ihre Kinder John und den zwei Jahre jüngeren Erik auf eine Schule in Hamburg.

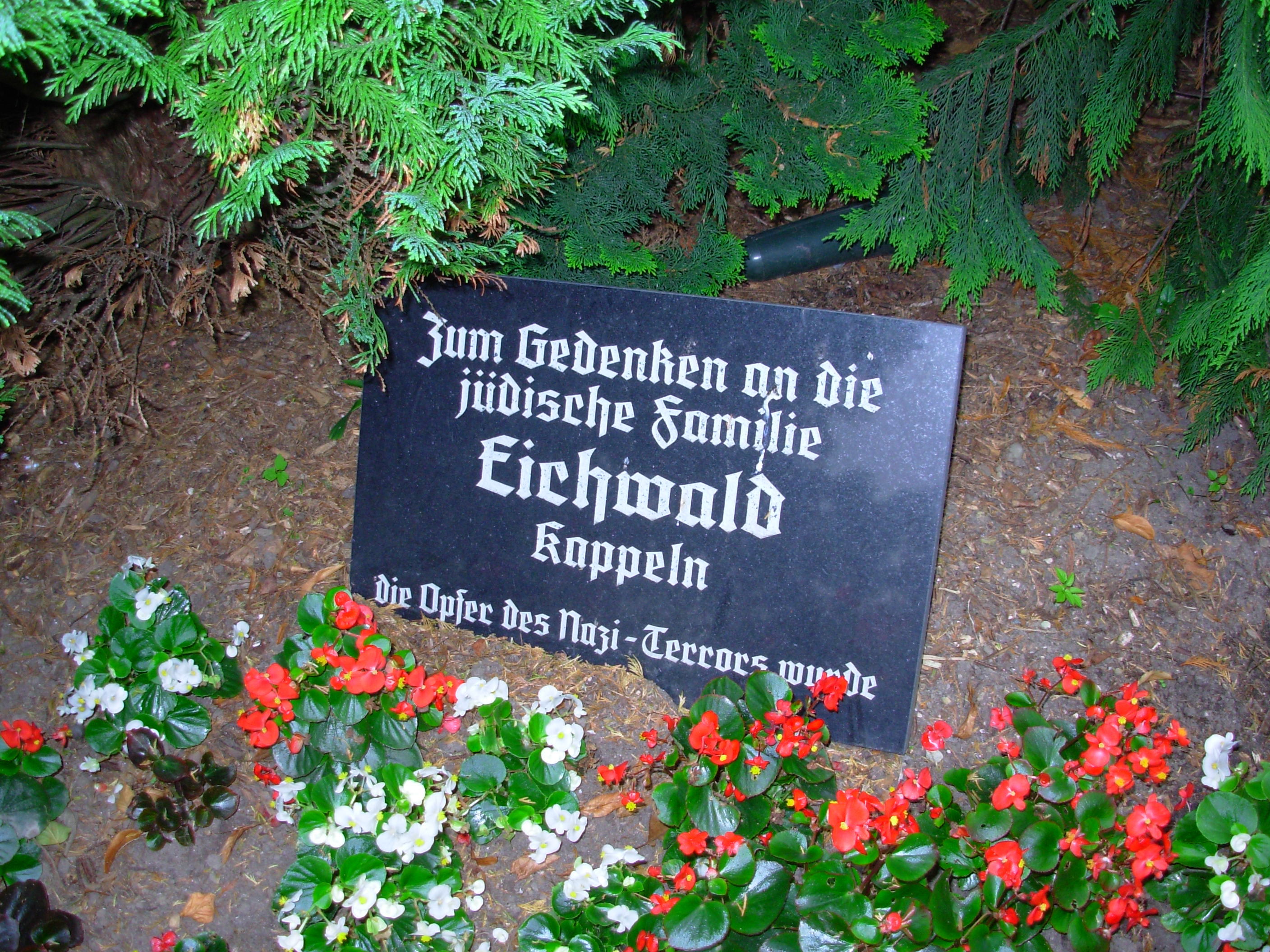
Gedenkstein auf dem Kappelner Friedhof

Um Mitternacht vom 9. auf den 10. November 1938 wurde der SA-Sturmbannführer Seemann von der SA-Standarte 16 in Schleswig aufgefordert, in Zivil die Geschäfte von Juden in Kappeln zu zerstören. Seemann nahm den Kreisgeschäftsführer der NSDAP Petersen im PKW mit und kam gegen 4.00 Uhr morgens am 10. November in Kappeln an. Sie forderten den örtlichen SA-Chef Burose auf, sie mit einigen SA-Männern zu begleiten. Dann wurde die Familie Eichwald u. a. durch lautes Klopfen und Rufe wie u. a. „Macht auf ihr Schweine, ihr sollt verschickt werden, ihr Juden habt ausgespielt“ aus dem Schlaf gerissen. Als Richard Eichwald die Tür öffnete, wurde ihnen ihre Festnahme erklärt. Außerdem seien die Sparbücher, das gesamte Bargeld und alle Wert- und Schmucksachen herauszugeben. Fragen der Familienmitglieder wurden mit Beschimpfungen, Fußtritten und Ohrfeigen beantwortet. Seemann erschoss den Hund der Familie. Nach dem Ankleiden wurde die ganze Familie Alfred Eichwald mit Frau Emmy, die Söhne mit ihren Frauen und der kleine Kurt, der dritte Sohn Richards, in die Arrestzelle des Rathauses gebracht. Um 8.00 Uhr am Morgen hielt vor dem Haus in der Mühlenstraße ein PKW, dem zwei Männer entstiegen, die sich als SS- und Gestapoangehörige auswiesen. Diese beiden zerstörten das Innere der Wohnungen total. Arthur und Richard wurden über Kiel ins Konzentrationslager Sachsenhausen eingeliefert, von wo sie erst Monate später wiederkamen. Die anderen Familienmitglieder wurde an Abend des 10. November freigelassen. Am Morgen nach dem Anschlag strömten Neugierige in die Mühlenstraße. Sie konnten so das Zerstörungswerk in dem Haus wahrnehmen. Die örtlichen Zeitungen erwähnten die Vorgänge in der Nacht nicht.
Die Familie Eichwald beschloss, Kappeln sofort zu verlassen; aber zuerst sollten die Kinder in Sicherheit gebracht werden. Es gelang, Kurt, Erik und John von Hamburg mit einem von der britischen Regierung erlaubten Kindertransport nach Groß-Britannien zu schaffen. Dort wuchsen sie fern von zu Hause in für sie fremden Gastfamilien auf. Die Erwachsenen in Kappeln verkauften das Haus und ließen das noch vorhandene Inventar öffentlich in der Mühlenstraße versteigern. Dann zogen sie nach Hamburg. Von dort versuchten sie vergeblich ins Ausland zu gelangen. Alle sechs Erwachsenen wurden von Hamburg aus in Vernichtungslager im Osten abtransportiert und ermordet. An die jüdische Familie Eichwald erinnern heute sieben Stolpersteine vor der Mühlenstraße 36, der Eichwald-Platz sowie ein von Schülern der Gorch-Fock-Schule initiierter Gedenkstein auf dem Kappelner Friedhof.
Siehe auch: Liste der Stolpersteine in Kappeln

#### Kriegsende
Ende 1939 lebten in Kappeln noch 2834 Einwohnern. Zum Ende des Zweiten Weltkrieges wurde Kappeln Ziel von vielen tausend Flüchtlingen. Viele kamen auf Schiffen in die geschützte Schlei und den Kappelner Hafen. So wuchs 1945 die Einwohnerzahl Kappelns auf über 5000 an. Am 4. Mai 1945 unterschrieb Hans-Georg von Friedeburg im Auftrag des letzten Reichspräsidenten Karl Dönitz, der sich zuvor mit der letzten Reichsregierung in den Sonderbereich Mürwik abgesetzt hatte, die Teilkapitulation der Wehrmacht für Nordwestdeutschland, Dänemark und die Niederlande. Kappeln wurde in die Britischen Zone einbezogen.

### Wachstum der Stadt nach 1945
Trotz der Umverteilung von eingetroffenen Flüchtlingen auf andere Orte lag die Einwohnerzahl 1950 mit noch 5004 Personen fast doppelt so hoch wie vor 1939. So dramatisch die Wohn- und Lebensverhältnisse anfangs waren, profitierte der Ort doch auch von dem Flüchtlingszuzug. In den Baracken in Ellenberg wurden die Maschinenfabrik Stehr und die Fisch- und Marinadenfabrik Pagel & Kohn gegründet. Der größte Arbeitgeber war über Jahre das am 24. August 1945 von Bernhard Liening gegründete Bekleidungswerk Liening. Im Herbst 1946 war es in der britischen Zone das größte Werk seiner Art. 1950 gehörte Kappeln zu den westdeutschen Städten mit der niedrigsten Arbeitslosenquote. Bernhard Liening war sehr sozial eingestellt, es gab eine vorbildliche Lehrlingsausbildung und einen Theater-Club. Mit Hilfe einer Baugenossenschaft errichtete Liening ab 1949 Häuser für Betriebsangehörige, jedes Haus mit Gartenland und zwei Wohnungen. Ende der 1950er Jahre reagierte Liening aber zu spät auf Veränderungen im Markt und musste 1960 ein Vergleichsverfahren beantragen. Der Betrieb wurde zuerst von Müller-Wipperfürth, dann von Steilmann fortgeführt. 1994 wurde die Bekleidungsfertigung in Kappeln eingestellt.
Nach dem Krieg wurde das alte Wasserwerk von 1910 zu klein für die stark gestiegene Bevölkerungszahl, es wurde ein neues, größeres gebaut.
Seit Ende der 1950er Jahre lebte Kappeln zu einem großen Teil von dem damals neu eingerichteten Marinestützpunkt Olpenitz und den damit verbundenen Einrichtungen der Deutschen Marine. Mit Auflösung dieser verlor Kappeln im Juni 2006 die Funktion einer Garnisonsstadt.
1972 wurde die letzte Eisenbahnverbindung nach Süderbrarup eingestellt. Auf der Strecke verkehrt heute noch die Angelner Museumsbahn; einen regulären Bahnanschluss gibt es hingegen nicht mehr. Der nächstgelegene Bahnhof ist Süderbrarup.
Als einstiger Standort für industrielle Fertigung hat die Stadt seit den 1970er Jahren mehrere wichtige Betriebe (unter anderem Bekleidung) verloren.
Am 1. Januar 1974 wurden zudem die Gemeinden Kopperby und Mehlby eingegliedert. Mitte der 1970er Jahre kam es in Kappeln nach Flensburger Vorbild zu verkehrstechnisch begründeten Sanierungsmaßnahmen im Altstadtbereich, die zu Verlusten an Altbausubstanz führten. An Stelle des alten Rathauses und des Alten Ratskruges trat Architektur in Betonbauweise, was heute allgemein als schwerer Fehler gilt. 2002 wurde die Drehbrücke von 1927 durch eine Klappbrücke ersetzt. Das Amtsgericht Kappeln wurde 2007 geschlossen; in das Gebäude zog die Polizei ein.

### Pläne für Olpenitz und Ellenberg
Im Juni 2006 wurde der erst in den 1960er Jahren gebaute Marinestützpunkt Olpenitz offiziell geschlossen. Dort waren Schnellboote und Minensuchboote stationiert; zeitweise hingen bis zu 4000 Arbeitsplätze von ihm ab. Die Infrastruktur Kappelns (unter anderem Schulangebot, Kindergärten) ist auf 10.000 Einwohner ausgelegt und kann nach Aussage des Bürgermeisters Feodoria (CDU) ohne Nachfolgeprojekte für den Hafen und die Einrichtungen der Marine nicht gehalten werden. Seit 2004 befinden sich neben kleineren Vorhaben zur Konversion der ehemaligen Marineflächen zwei größere Projekte in der Planungsvorbereitung: ein ursprünglich als Paralympisches Zentrum geplanter Umbau des Areals der früheren Marinewaffenschule im Ortsteil Ellenberg und ein touristisches Zentrum Port Olpenitz im Gebiet des früheren Marinehafens Olpenitz.
Nachdem der erste Anlauf für das paralympische Zentrum durch einen niederländischen Investor seit Dezember 2006 trotz Zusagen des Wirtschaftsministers über eine Förderung von 6,8 Millionen Euro nicht realisiert wurde, hat die Stadt Kappeln im November 2011 einer Hamburger Gesellschaft den Zuschlag als Investor und Entwickler des Geländes gegeben. Geplant ist nunmehr eine Mischung aus „Freizeit, Gewerbe, Ferienwohnungen, vielleicht auch Hotel und Yachthafen“.

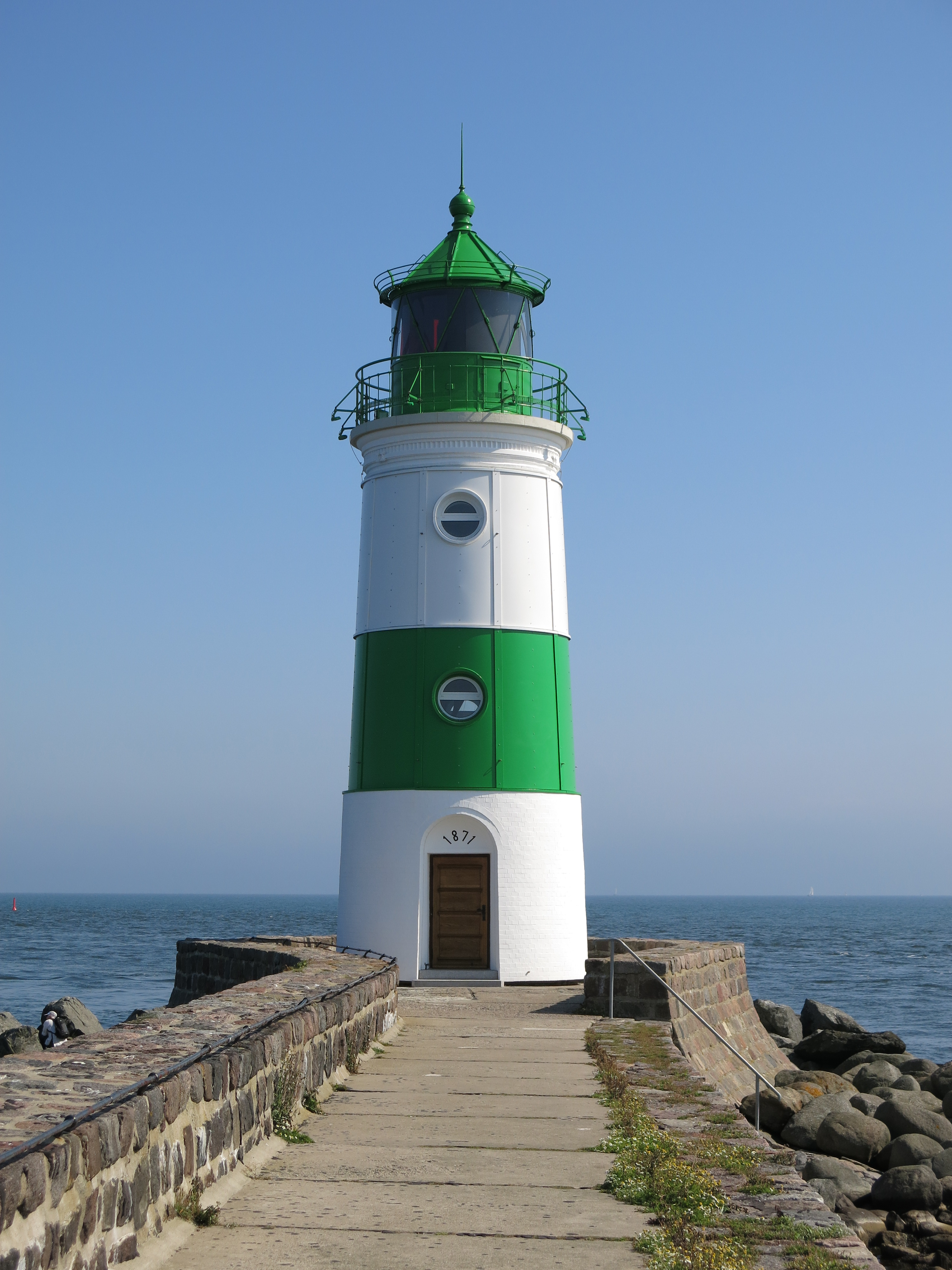
Leuchtturm Schleimünde

Anstelle des ausgedienten Marinenhafens ist der Bau eines Ferienparks (Port Olpenitz) durch einen privaten Investor zwar begonnen worden, seit Herbst 2011 aber ins Stocken geraten. Der Kaufvertrag zwischen der Bundesanstalt für Immobilienaufgaben und der Port Olpenitz GmbH war am 20. Oktober 2006 unterzeichnet worden. Laut Wirtschaftsminister Dietrich Austermann (CDU) wollte diese Gesellschaft mit 500 Millionen Euro das größte Tourismusprojekt an der gesamten Ostseeküste bauen – mit einer Insel- und Lagunenstadt im ehemaligen Marinehafen. An dieses Projekt knüpft die Stadt Kappeln große Hoffnungen, um den Tourismus als wirtschaftliche Grundlage weiter auszubauen. Hinter dem inzwischen insolventen Investor steht unter anderem eine börsennotierte US-amerikanische Immobiliengesellschaft. Ende 2008 wurde mit der Bauvorbereitung begonnen. Eine schnelle Umsetzung scheiterte aber durch Konflikte der Planung mit dem Umwelt- und Naturschutz. So ist der Nehrungshaken zur Lotseninsel Schleimünde hin in seinem derzeit unbebauten Bereich als zukünftige Naturschutzfläche sichergestellt worden und darf dabei nicht mehr verändert werden.
Nach langen Streitigkeiten (z. B. am 12. März 2009 vor dem Oberverwaltungsgericht in Schleswig um den von der Stadt Kappeln aufgestellten Bebauungsplan) konnte schließlich Ende 2009 eine Einigkeit über den Bebauungsplan erzielt werden. Am 9. Oktober 2009 konnte der eigentliche Bau des Feriendorfs auf dem ehemaligen Marinehafengelände beginnen. Nach Fertigstellung erster Häuser und neuer Aufspülungen in den Jahren 2010 und 2011 für den zukünftigen Yachthafen musste die Port Olpenitz GmbH nach langen Konflikten im Gesellschafterkreis aber schon am 19. Oktober 2011 Insolvenz anmelden. 2013 wurde die insolvente Port Olpenitz GmbH von der Helma Ferienimmobilien GmbH übernommen, die das Projekt bis 2021 fertigstellen will. Inzwischen sind knapp 1.000 neue Häuser mit mehr als 5.000 Betten entstanden. Die Helma Ferienimmobilien GmbH meldete 2004 jedoch ebenfalls Insolvenz an.
Kappeln versuchte sich in den letzten Jahren auch als Kulturstadt zu profilieren. Im „Schleimuseum“ ausgestellte Sammlung der Stadt Kappeln ist in diesem Zusammenhang zu nennen. Auch vergibt die Stadt seit 1991 in Zusammenarbeit mit dem Schleswig-Holsteinischen Heimatbund jährlich den mit 2500 Euro dotierten Niederdeutschen Literaturpreis für herausragende Leistungen im Bereich der niederdeutschen Sprache.

## Religion
Kappeln hat drei evangelisch-lutherische (die zur norddeutschen Landeskirche gehörenden Nikolaikirche und Auferstehungskirche sowie die zur Dänischen Kirche in Südschleswig gehörende Kappel danske Menighed), eine katholische (St. Marien, Pfarrkirche), eine neuapostolische und eine evangelisch-freikirchliche (baptistische) Kirchengemeinde.
Um 1800 lebten in Kappeln ein oder zwei Familien jüdischen Glaubens. 1933 wohnte nur noch eine Familie jüdischen Glaubens in Kappeln. Es existierte jedoch in der Stadt keine jüdischen Einrichtung. Die jüdische Familie Eichwald wurde Opfer des Nazi-Terrors. Sie wurde bis auf drei ihrer Kinder von Nazis ermordet (siehe dort).

## Politik

### Stadtvertretung
- SPD: 5
- Grüne: 2
- SSW: 4
- LWG: 3
- CDU: 5

Die Stadtvertretung (dän. byråd) ist die kommunale Volksvertretung der Stadt Kappeln. Über die Zusammensetzung entscheiden die Bürger alle fünf Jahre. Die letzte Kommunalwahl fand am 14. Mai 2023 statt. Diese führte bei einer Wahlbeteiligung von 46,4 % zu nebenstehender Zusammensetzung der Stadtvertretung.
Im März 2024 ist Renate Felske, die Fraktionsvorsitzende der Grünen, zur LWG gewechselt, wodurch sich die Mehrheitsverhältnisse nach der Wahl verändert haben.

### Verwaltungsgemeinschaft mit dem Amt Kappeln-Land
Kappeln führt seit dem 1. Januar 1983 im Rahmen einer Verwaltungsgemeinschaft die Verwaltungsgeschäfte des Amtes Kappeln-Land.

### Wappen
Das Wappen und die Flagge wurden am 31. Juli 1963 genehmigt.
Blasonierung: „In Silber, beiderseits begleitet von je drei blauen, zueinander gekehrten Heringen, der heilige Christophorus in Vorderansicht, barhaupt, mit rotem Mantel und silbernem Bart, die nackten Beine in abwechselnd blauen und silbernen Wellen verschwindend, in der rechten Hand einen astförmigen, naturfarbenen Stab, mit der linken den Jesusknaben, der die rechte Hand segnend erhebt, und mit der linken die Weltkugel in Gold auf seinem linken Knie umfasst, auf seinen Schultern haltend.“ Das Wappen geht zurück auf ein im 19. Jh. geschaffenes Stadtsiegel.
Der an der Schlei gelegene, insbesondere von Fischern und Schiffern bewohnte Ort hat seinen Namen von einer 1357 erstmals bezeugten Kapelle, die wohl dem Schutzpatron der Seefahrer, dem heiligen Nikolaus, geweiht war. Aber nicht dieser, sondern der Schutzheilige der Fährleute, St. Christophorus, wurde 1870, als der Flecken zur Stadt erhoben wurde, in das Stadtsiegel aufgenommen. Im Ort befand sich eine wichtige Fährverbindung über die Schlei, die erst später, 1867, durch eine Brücke ersetzt wurde. Die Figur des Christophorus hatte schon vor 1870 den Rang eines Wahrzeichens in der Stadt, weil sie statt eines Wetterhahns auf den Turm der 1793 vollendeten barocken Kirche Kappelns gesetzt wurde. Eine zweite Christopherus-Figur steht in der Eingangshalle der Kirche, geschnitzt von dem Oberammergauer Bildschnitzer Andreas Lang, eine Bürgerstiftung aus dem Jahr 1934. 1870, als mit dem Stadtsiegel die Elemente des späteren Wappens festgelegt wurden, spielte der Heringsfang mithilfe von Heringszäunen noch eine große Rolle, entsprechend wurden als weitere Bildelemente sechs Heringe in das Siegel integriert.
Das Wappen wurde von dem Brunsbütteler Heraldiker Willy „Horsa“ Lippert gestaltet.

### Flagge
Im roten Tuch, das oben und unten von je 2 schmalen Streifen in Blau und Weiß begrenzt wird (vgl. Flagge Schleswig-Holsteins), das Stadtwappen, aus der Mitte zur Stange hin verschoben.

### Städtepartnerschaften
- Faaborg (Dänemark, seit 1984)
- Ustka (Polen, seit 1991)
- Merate in der Lombardei (Italien, seit 2007)

## Kultur und Sehenswürdigkeiten

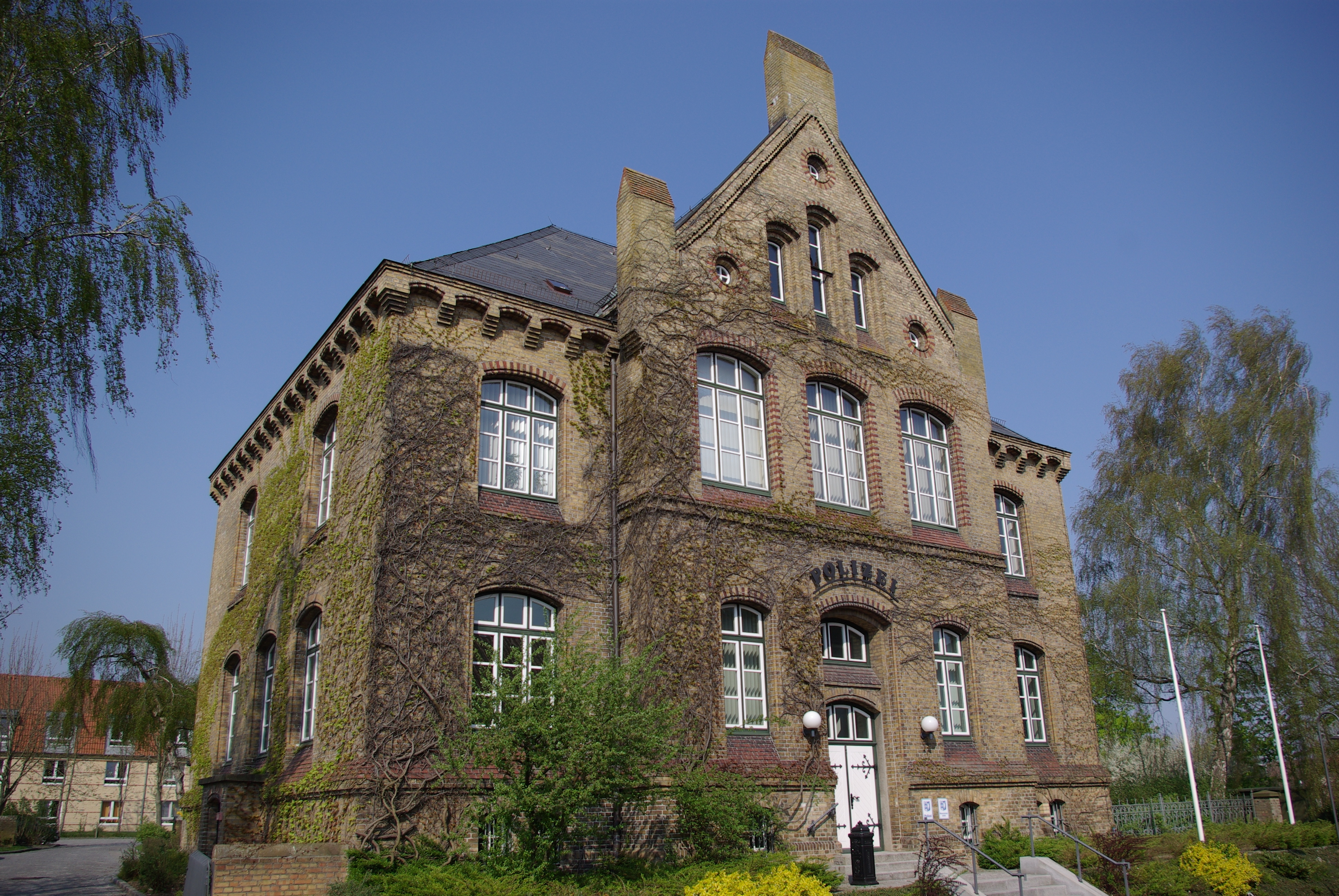
Ehemaliges Amtsgericht

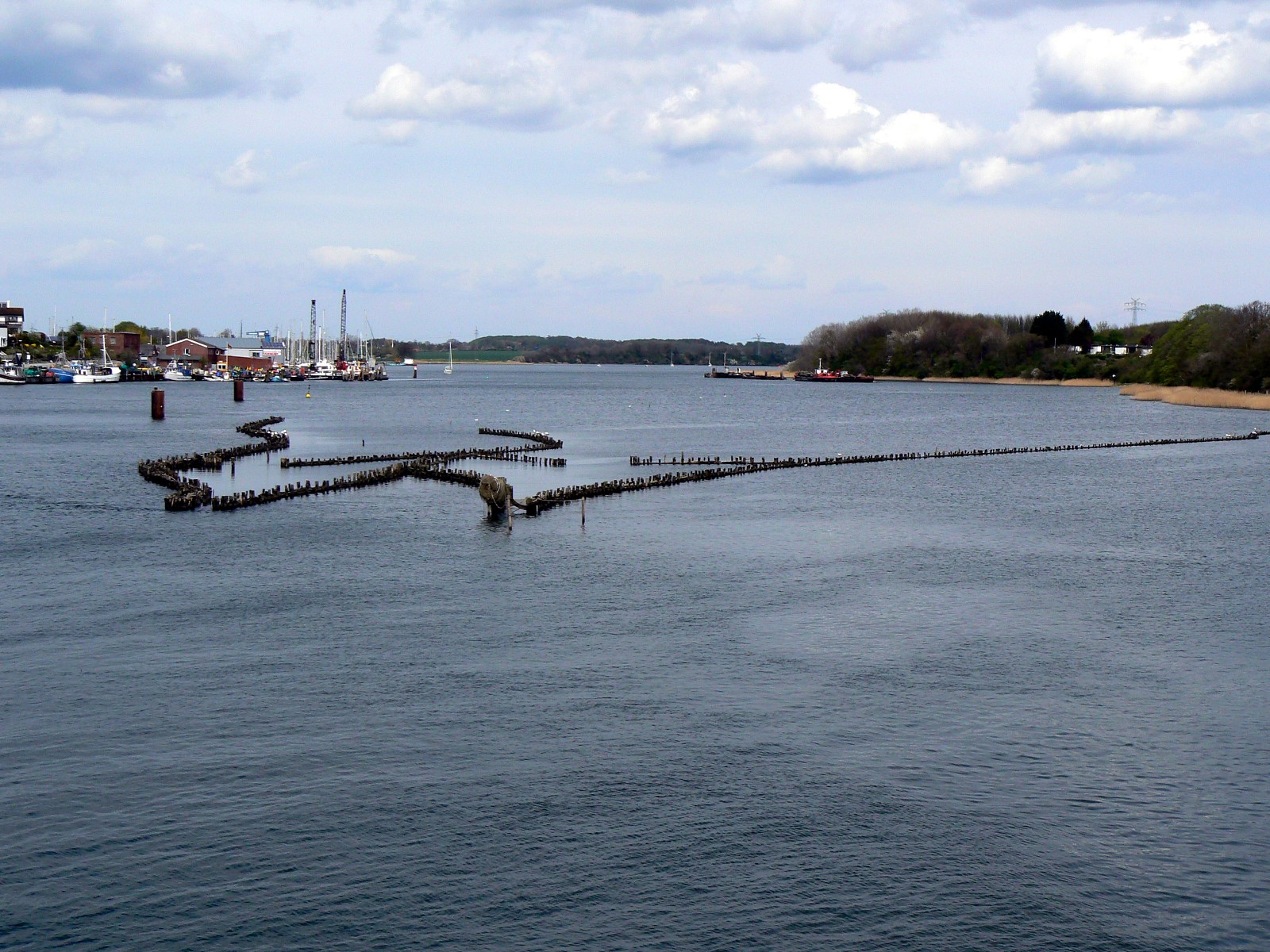
Heringszaun in der Schlei

- Einzigartig ist der Heringszaun in der Schlei aus dem 15. Jahrhundert, eine Art sehr großer Reuse, letzter Zeuge einer früher in Europa verbreiteten Fischfangmethode.
- Museumshafen und Schleimuseum sind der Geschichte von Seefahrt und Fischfang in und um Kappeln gewidmet.
- Die spätbarocke St. Nicolaikirche wurde 1789–1793 nach Plänen von Johann Adam Richter, einem Schüler von Ernst Georg Sonnin, erbaut. Sie enthält drei aus der Vorgängerkirche von 1424 übernommene Ausstattungsstücke: ein nur torsohaft erhaltenes kleines Holzkruzifix aus dem 13. Jahrhundert, das bereits in der Kapelle gehangen haben könnte, der Kappeln seinen Namen verdankt, ein Retabel von Hans Gudewerth dem Jüngeren, dem Eckernförder Meister des so genannten Knorpelbarock aus dem Jahr 1641, sowie das Epitaph für Detlef von Rumohr, der die Kappelner in die Leibeigenschaft zwingen wollte und damit den Auszug eines Teils der Bürger auf die Insel Arnis verursachte. Er fiel als Statthalter von Rügen 1678 in der Schlacht bei Warksow.
- Am 16. Juli 1883 begannen die Arbeiten für das Amtsgerichts- und das für 22 Gefangene ausgelegte, selbstständig errichtete Gefängnisgebäude. Es wurde im April 1885 seiner Bestimmung übergeben und war mit zwei Richtern besetzt.[43] Seit der Auflösung des Gerichts im Jahr 2007 beherbergt es eine Dienststelle der Polizei.
- Das Angelner und Schwansener Ufer der Schlei sind durch eine Klappbrücke verbunden, die sich tagsüber stündlich jeweils um 20 Minuten vor der vollen Stunde für den Schiffsverkehr öffnet. Sie ersetzte 2002 eine Drehbrücke, die ihrerseits 1927 eine Pontonbrücke aus dem 19. Jahrhundert ersetzt hatte.
- Die Holländermühle Amanda – als Sägewerkbetrieb 1888 gebaut und mit einer Höhe von 30 m die höchste Windmühle Schleswig-Holsteins – enthält heute ein Trauzimmer und die Touristinformation. Von ihrer öffentlich zugänglichen Galerie aus hat man einen guten Rundblick über Kappeln und Ostangeln.

## Veranstaltungen

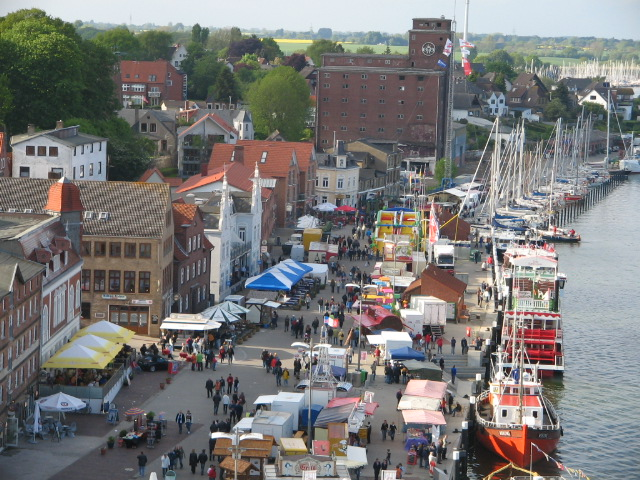
Kappelner Heringstage im Sommer 2007

Als bekanntes Volksfest haben sich die Kappelner Heringstage zu Christi Himmelfahrt etabliert. Alljährlich im August oder September findet ein Hafenfest statt. In unregelmäßigen Abständen feiert die frühere Türkengilde, heute Junge-Leute-Gilde, ihren legendären Ursprung im 17. Jahrhundert: Detlef von Rumohr sei bei Kämpfen um die Insel Korfu in türkische Gefangenschaft geraten. Ursprung der Gilde soll die Willkommensfeier sein, die ihm von den in Kappeln verbliebenen Bürgern ausgerichtet wurde, als er aus der Gefangenschaft nach Gut Roest zurückkehrte. Nach einer anderen Version haben zuvor zwei Kappelner Schiffer den Gutsherrn befreit, indem sie dem Sultan einen Beutel mit Gold übergaben, das die Bürger Kappelns für diesen Zweck gesammelt hatten.

## Wirtschaft und Infrastruktur

### Wirtschaftsstruktur
Kappeln ist von jeher ein lokaler Handelsplatz und Fischereiort. Als Hauptort der östlichen Schleiregion hat Kappeln heute vor allem touristische Bedeutung. Die Raumordnung des Landes Schleswig-Holstein führt den Ort als Unterzentrum mit Teilfunktionen eines Mittelzentrums für das östliche Angeln und das nördliche Schwansen.

### Unternehmen
- Die ehemalige Nestlé-Fabrik wird heute unter dem Firmennamen Cremilk weitergeführt.

### Tourismus
- Ostseeresort Olpenitz

### Einrichtungen
- Seenotrettungsstation Olpenitz der DGzRS
- Stützpunkt Kappeln des Wasserstraßen- und Schifffahrtsamt Ostsee

### Bildung
Schulen 
- Klaus-Harms-Schule, Gymnasium
- Gemeinschaftsschule Kappeln
- Grund- und Hauptschulen:
  - Gorch-Fock-Schule mit Außenstelle Habertwedt
  - Kaj Munk-Skolen, Dänische Schule
- H.C.Andersen-Schule, Förderschule
- Berufsbildungszentrum Schleswig (Außenstelle Kappeln)

### Gesundheit
Kappeln ist Standort der sogenannten Margarethen-Klinik, einer Belegklinik ortsansässiger Fachärzte, die von der Diakonissenanstalt in Flensburg betrieben wird. Die Klinik verfügt über 23 Betten.

### Vereine
In Kappeln ansässige Sportvereine sind:
- Judo- und Karateverein TOKAIDO Kappeln e. V. (von 1975)
- Turn- und Sportverein Kappeln von 1876 e. V.
- Schachclub „Schleispringer“ Kappeln von 1980 e. V.
- Rudervereinigung Kappeln
- DLRG Kappeln e. V.
- Schützenverein Kappeln von 1880 e. V.
- Tanzclub Kappeln e. V.
- SV Kopperby e. V.
- Kappelner Tennis Club e. V.

Der Verein Sozial-Forum e. V. ist Mitglied im Landesverband des diakonischen Werkes Schleswig-Holstein. Er kümmert sich mit Beratungsangeboten um Kinder, junge Menschen und Familien in der Region. Der Nautische Verein Kappeln-Schlei e. V. ist Mitglied im Deutschen Nautischen Verein von 1868 e. V., dem Dachverband für 20 regionale Nautische Vereine. Zweck des Vereins ist die Förderung der Schifffahrt durch Information und Vortrags-Veranstaltungen.

### Verkehr
Kappeln besitzt in der Saison an Sonntagen Bahnanschluss mit der Museumsbahn Angelner Dampfeisenbahn über die Teilstrecke Süderbrarup–Kappeln der ehemaligen Schleswiger Kreisbahn. Der stillgelegte Abschnitt Süderbrarup–Schleswig ist nur noch teilweise als Rad- und Fußweg erhalten. Am Kappelner Bahnhof endeten auch Strecken der Flensburger Kreisbahn (bis 1952) und der Eckernförder Kreisbahnen (bis 1958). Die Angelner Dampfeisenbahn verkehrt seit 2021 saisonal an Sams- und Sonntagen auch bis Eckernförde; mittelfristig angedacht ist eine durchgehende Zugverbindung von Kiel nach Kappeln im Zwei-Stunden-Takt.
In Kappeln beginnen bzw. enden die Bundesstraßen 199, 201 und 203.
Kappeln ist an den Ostseeküsten-Radweg angeschlossen, welcher innerhalb des europäischen EuroVelo-Netzes einmal um die Ostsee führt und Kappeln damit mit Städten wie Danzig, Riga, Sankt Petersburg und Kopenhagen verbindet.

## Persönlichkeiten

### Ehrenbürger
1. Wilhelm Seehusen (* 12. Dezember 1833 in Flarupgaard; † 14. Juli 1917 in Mehlby)[51]
Verleihung am 17. September 1904[51]
Verliehen für die Stiftung eines Altenheimes.
2. Jacob Moser (* 28. November 1839 in Kappeln; † 18. Juli 1922 in Bradford; auch Jacob Moses)
Verleihung am 4. September 1909[52]
Er spendete insgesamt rund 90 000 Mark und übernahm öffentliche Ehrenämter.[52]
3. Peter Kruse (* 26. November 1873 in Holzdorf; † 8. November 1951 nach einem Verkehrsunfall)[53]
Verleihung 1919
4. Ludwig Hinrichsen (* 21. März 1872 in Kappeln; † 25. Februar 1957 in Kappeln)[54]
Verleihung 1952
5. Emanuel Bonnevie-Lorenzen (* 3. Juni 1875; † 29. Oktober 1960)[55]
Verleihung 1955

### Söhne und Töchter der Stadt
- Jacob Moser (1839–1922), Unternehmer, Zionist und Philanthrop
- Eduard Rauch (1844–1931), Abgeordneter des Provinziallandtages der Provinz Hessen-Nassau
- Friedrich Koch (1859–1947), Kirchenmaler
- Elise Kosegarten (1877–1948), Malerin
- Katharina Petersen (1889–1970), Hochschullehrerin
- Jan Laß (1890–1958), norddeutscher Landschaftsmaler
- Peter Brix (1918–2007), Kernphysiker
- Karl Eduard Claussen (1930–2012), Politiker (CDU)
- Klaus D. Hildemann (* 1942), evangelischer Theologe und Diakoniewissenschaftler
- Annegret Heitmann (* 1952), Skandinavistin und Hochschullehrerin
- Jürgen Weber (* 1955), Politiker (SPD)
- Tilman von Brand (* 1974), Fachdidaktiker
- Susanne Falk (* 1976), Schriftstellerin
- Elvir Selmanovic (* 1978), serbischer Handballspieler
- Phil Laude (* 1990), Komiker, Webvideoproduzent, Schauspieler und Sänger

### Mit Kappeln verbunden
- Hermann Siemonsen (1882–1958), lutherischer Geistlicher, Propst von Südangeln
- Kay Heinrich Nebel (1888–1953), Maler und Hochschullehrer, wuchs in Kappeln auf
- Gerda Schmidt-Panknin (1920–2021), Malerin, lebte in Kappeln
- Gerhard Ulrich (* 1951), leitender Bischof der VELKD, ehemaliger Propst
- Hans Bürgin (1904–1977), Lehrer und wissenschaftlicher Forscher, Sammler und Herausgeber von Werken Thomas Manns
- Selina Storm, ist in Kappeln aufgewachsen und Gründungsmitglied des hiesigen Ortsverbandes von Bündnis 90/Die Grünen

## Sonstiges
Ein Modell der Stadt im Maßstab 1:50 stand in dem Freizeitpark Tolk-Schau nahe dem an der B 201 gelegenen Dorf Tolk. Es stand danach in der Kappelner Stadtpassage. Zurzeit ist es im Bauhof eingelagert.
Die Stadt Kappeln und ihre Umgebung waren viele Jahre lang Drehorte der Vorabendserie Der Landarzt im ZDF. In der Serie hieß der Ort „Deekelsen“, die Titelrolle des Landarztes spielte zuletzt Wayne Carpendale. Den Bahnhof „Deekelsen“ freilich suchte man in Kappeln vergeblich, es war der für die Filmaufnahmen umbeschilderte Bahnhof von Süderbrarup.
Der Reiseführer „Lonely Planet Germany“ zeigte in seiner Ausgabe für 2022 ein Foto von Kappeln auf der Titelseite seines Einbands.

## Bildergalerie

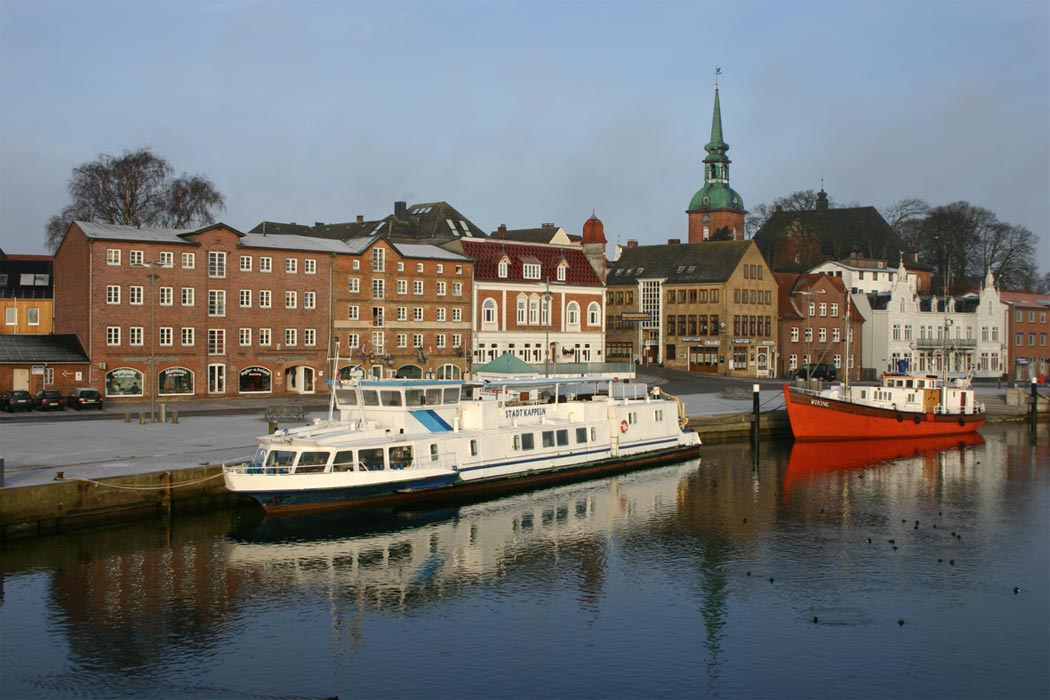
Die Schauseite Kappelns: Häuser am Hafen
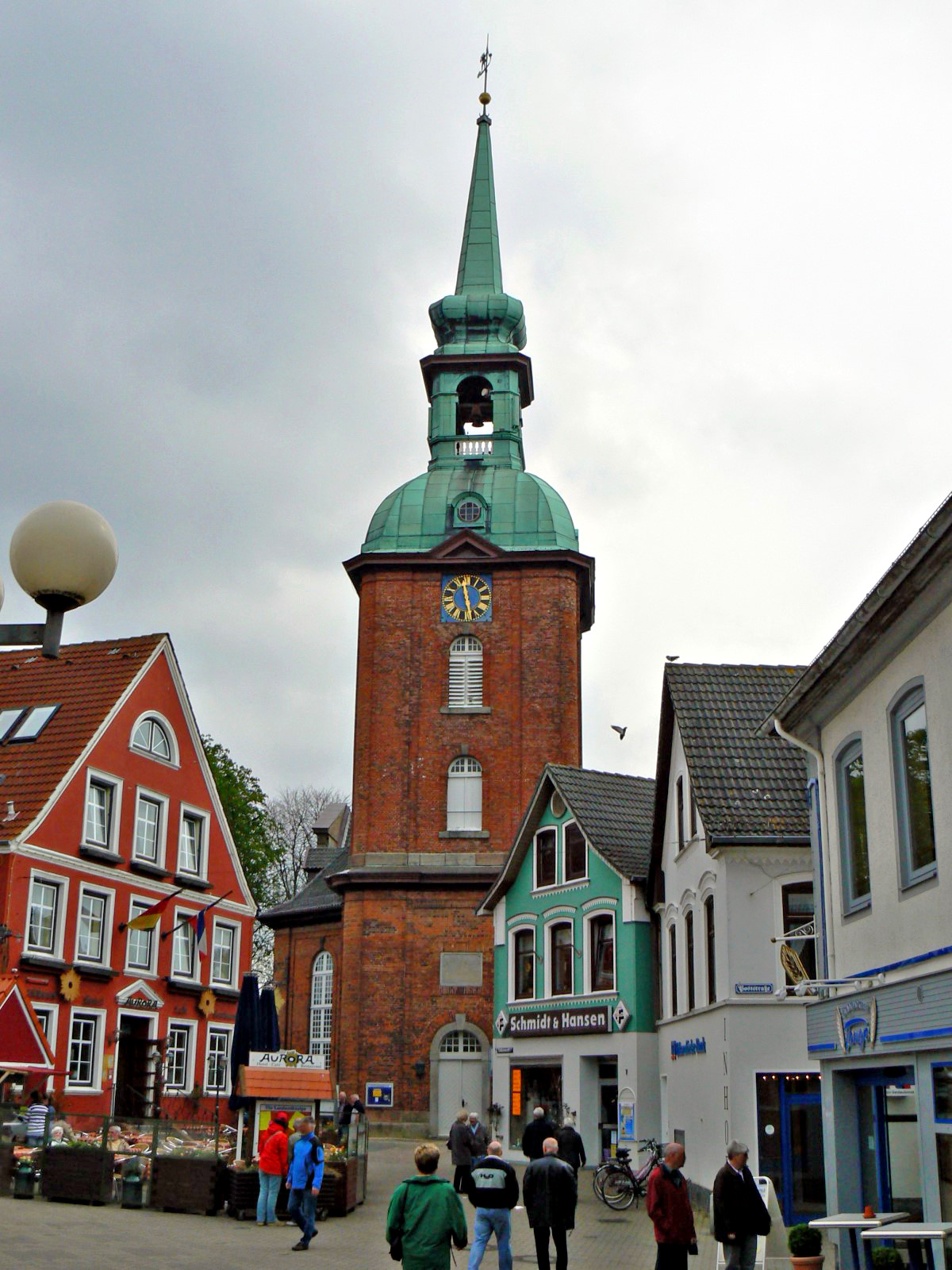
Marktplatz von Kappeln und St. Nikolai
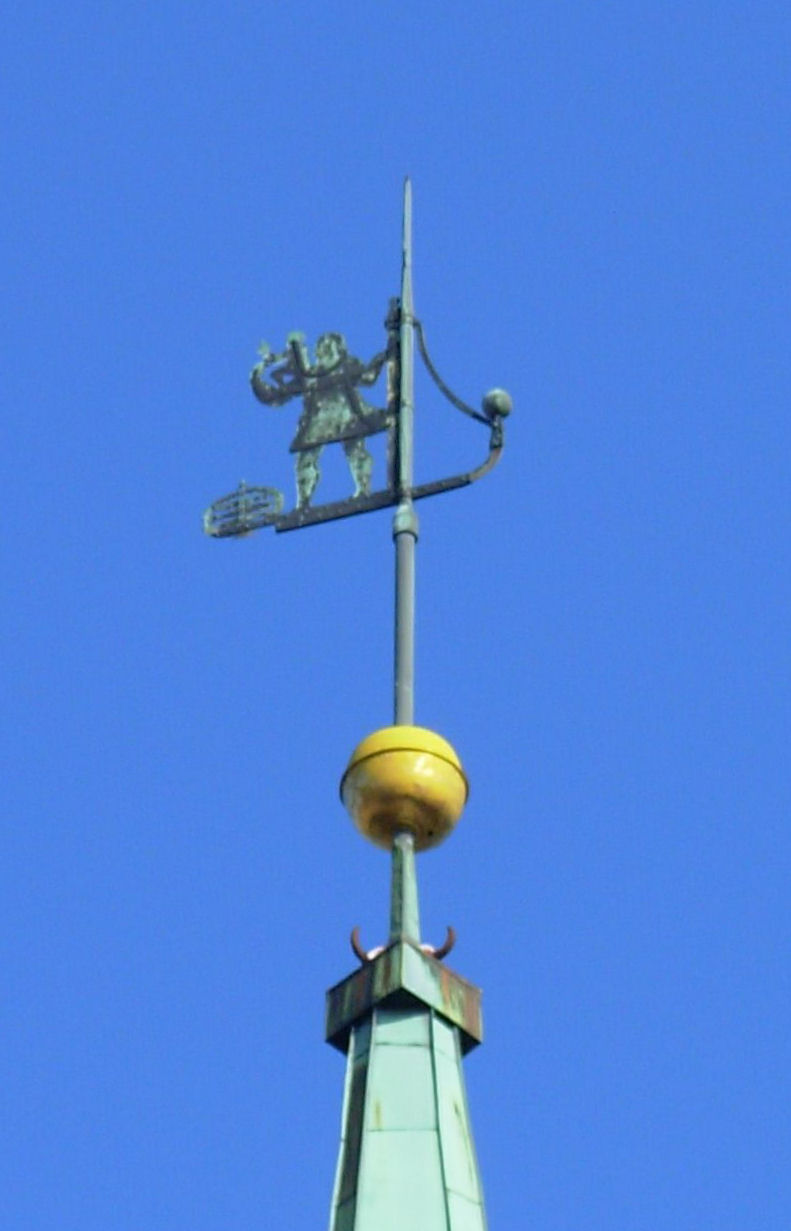
Wetterfahne auf der Nikolaikirche
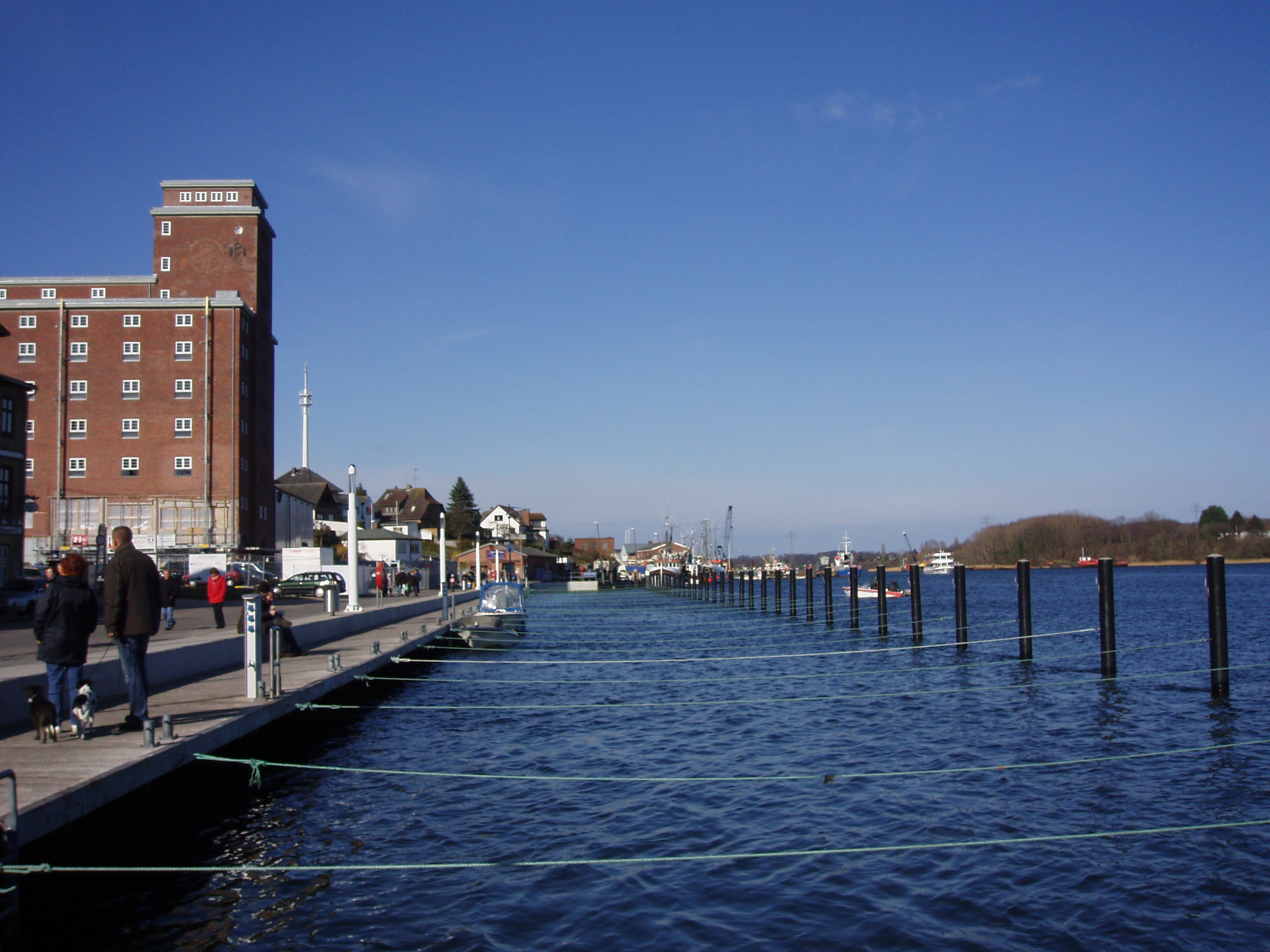
Nordhafen, links der Getreidespeicher von 1936
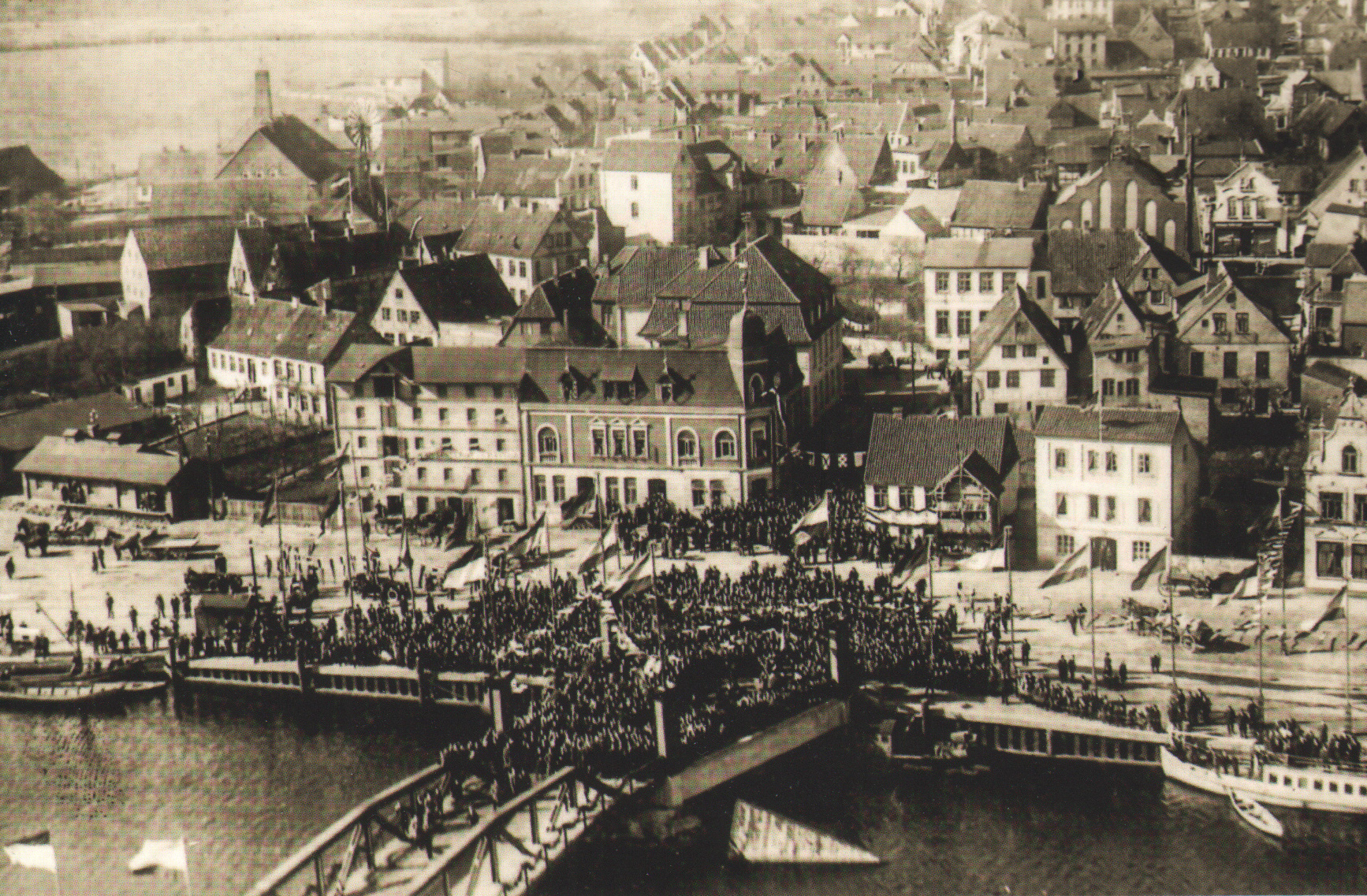
Brückeneinweihung 1927
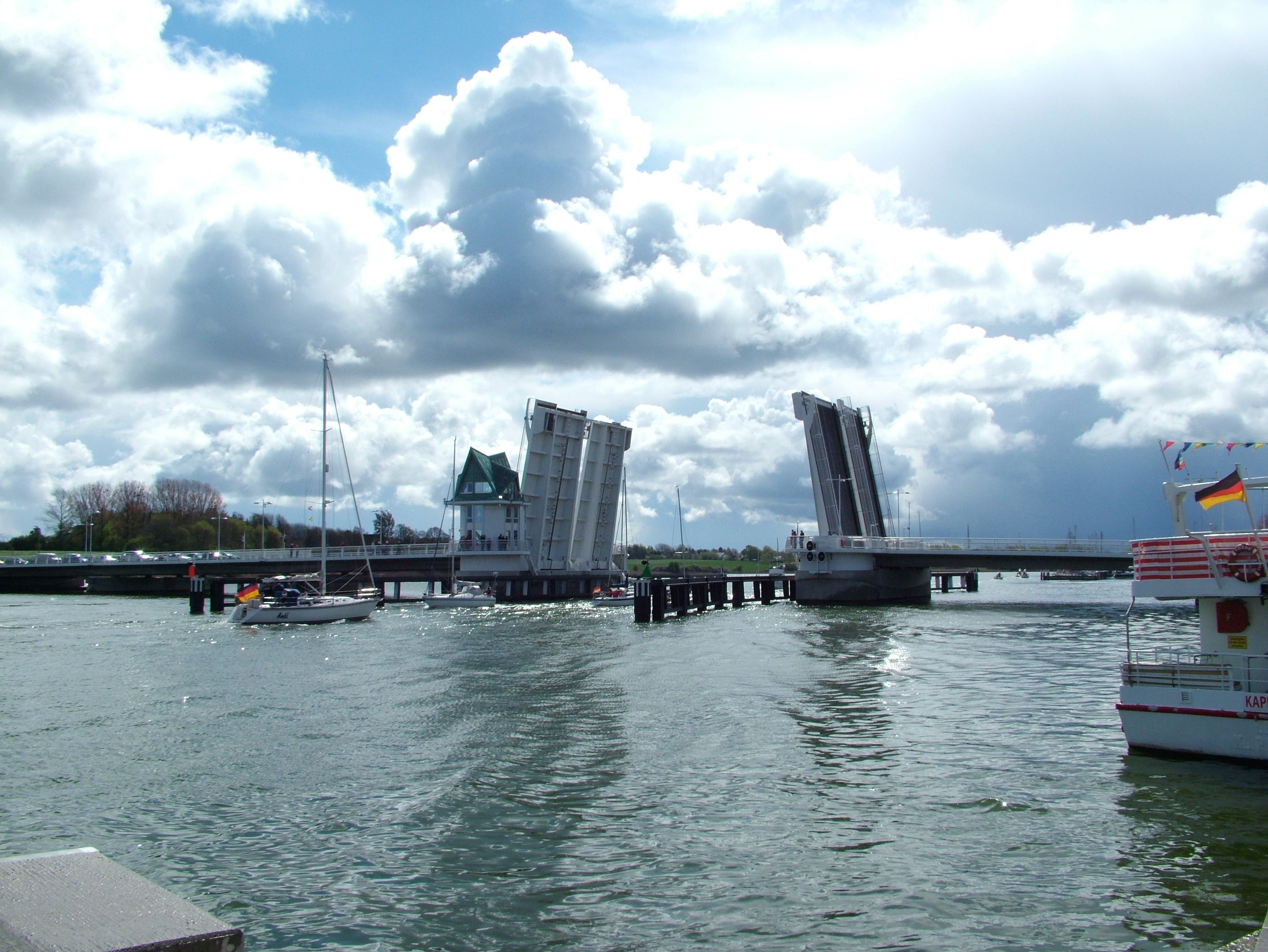
Die Klappbrücke über die Schlei, offen
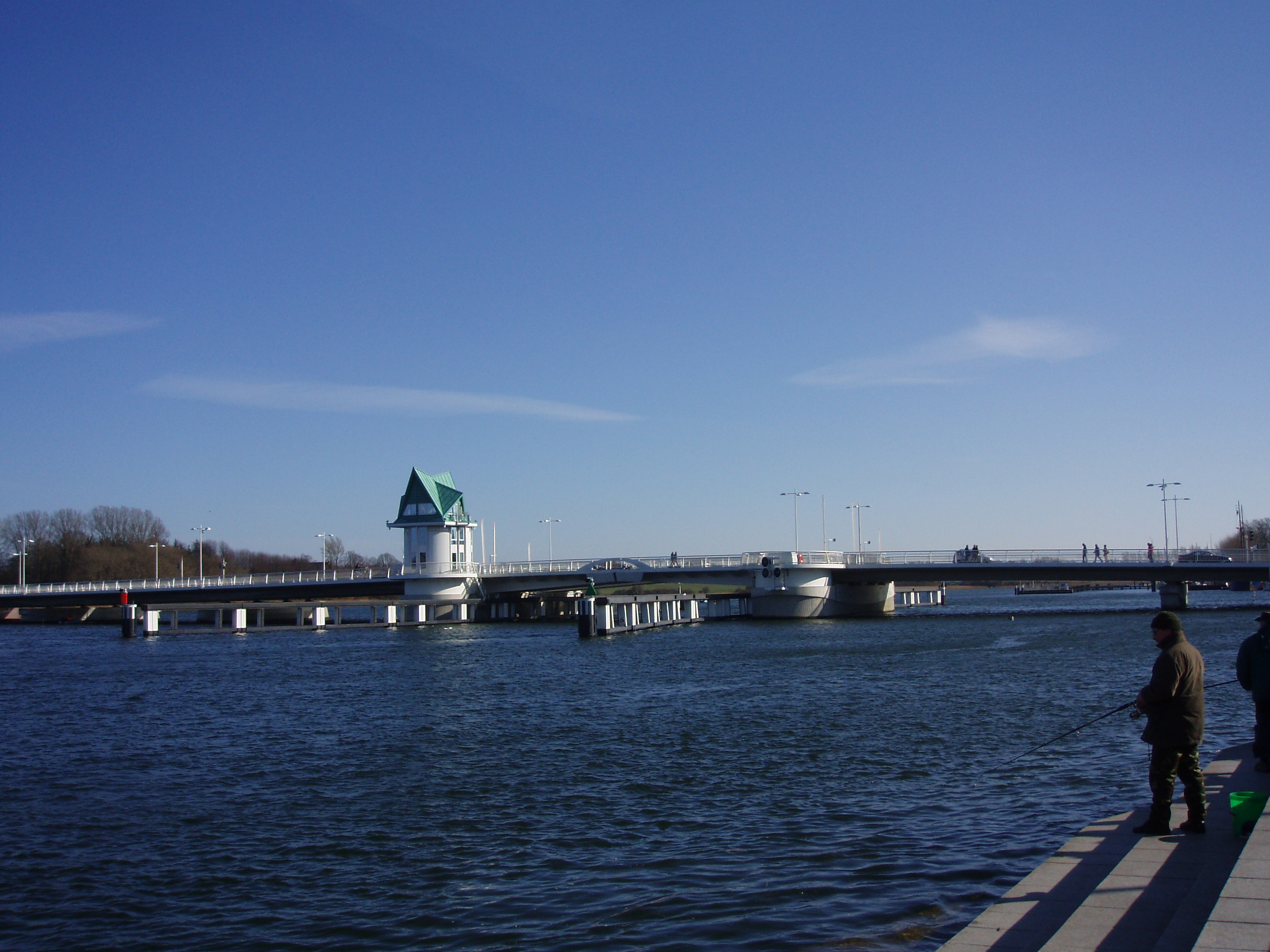
Die Klappbrücke über die Schlei, geschlossen
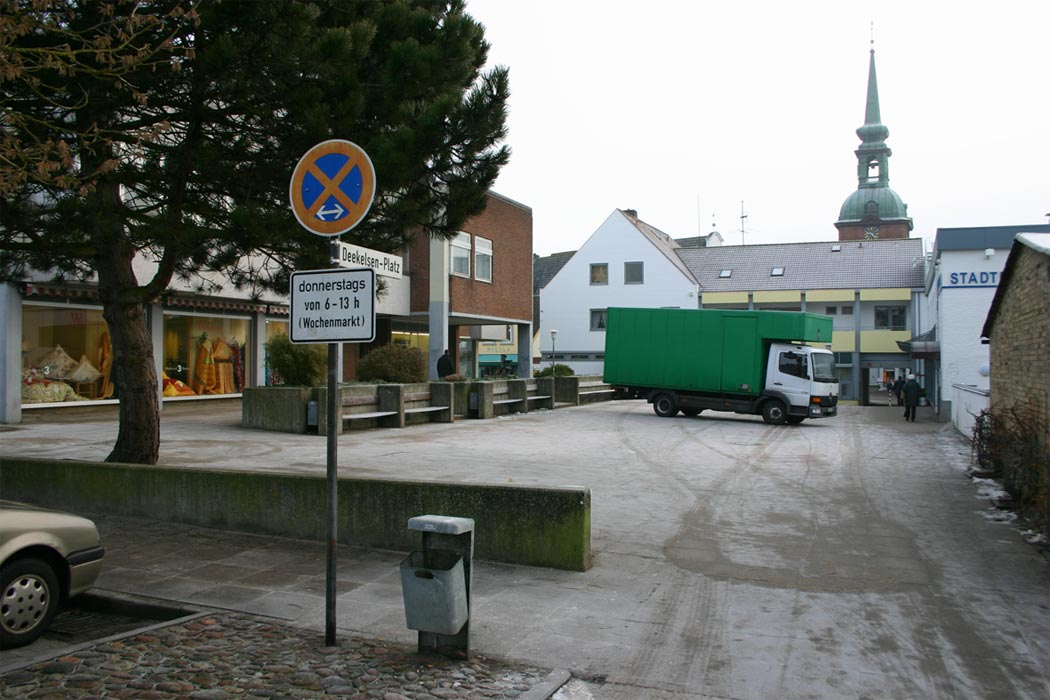
Der Deekelsenplatz – sein Name ein Tribut an die beliebte Fernsehserie Der Landarzt
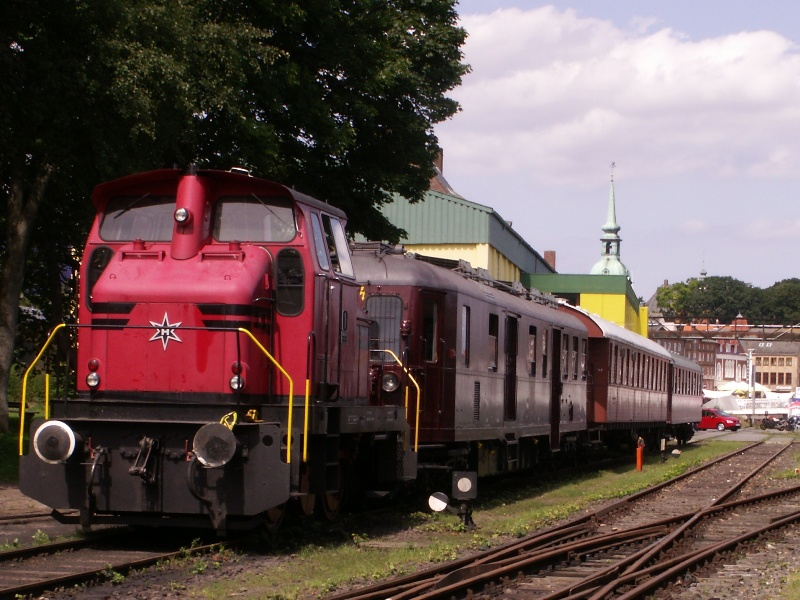
Bahnhof Kappeln
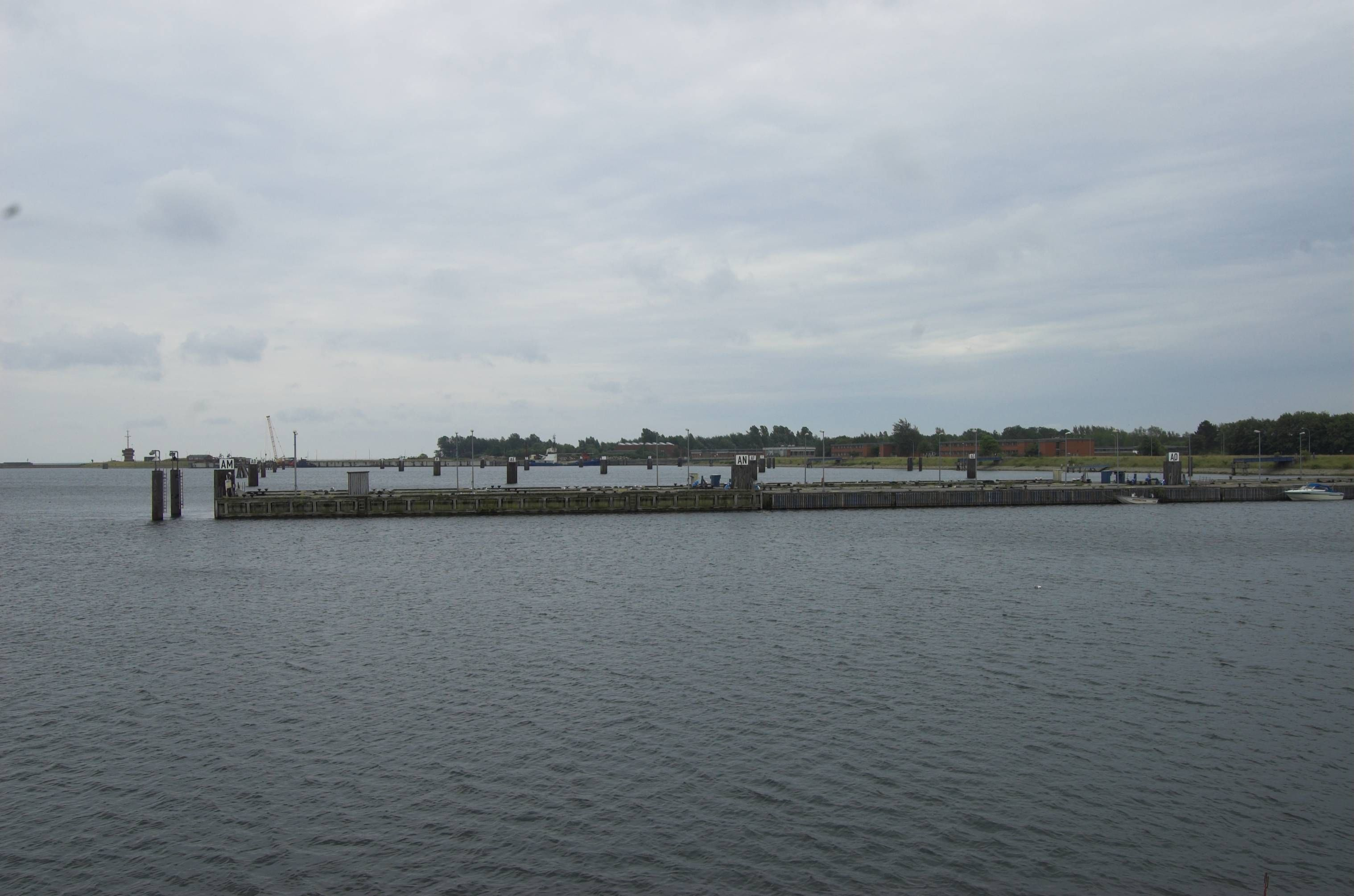
Hafenanlagen des Marinestützpunkt Olpenitz
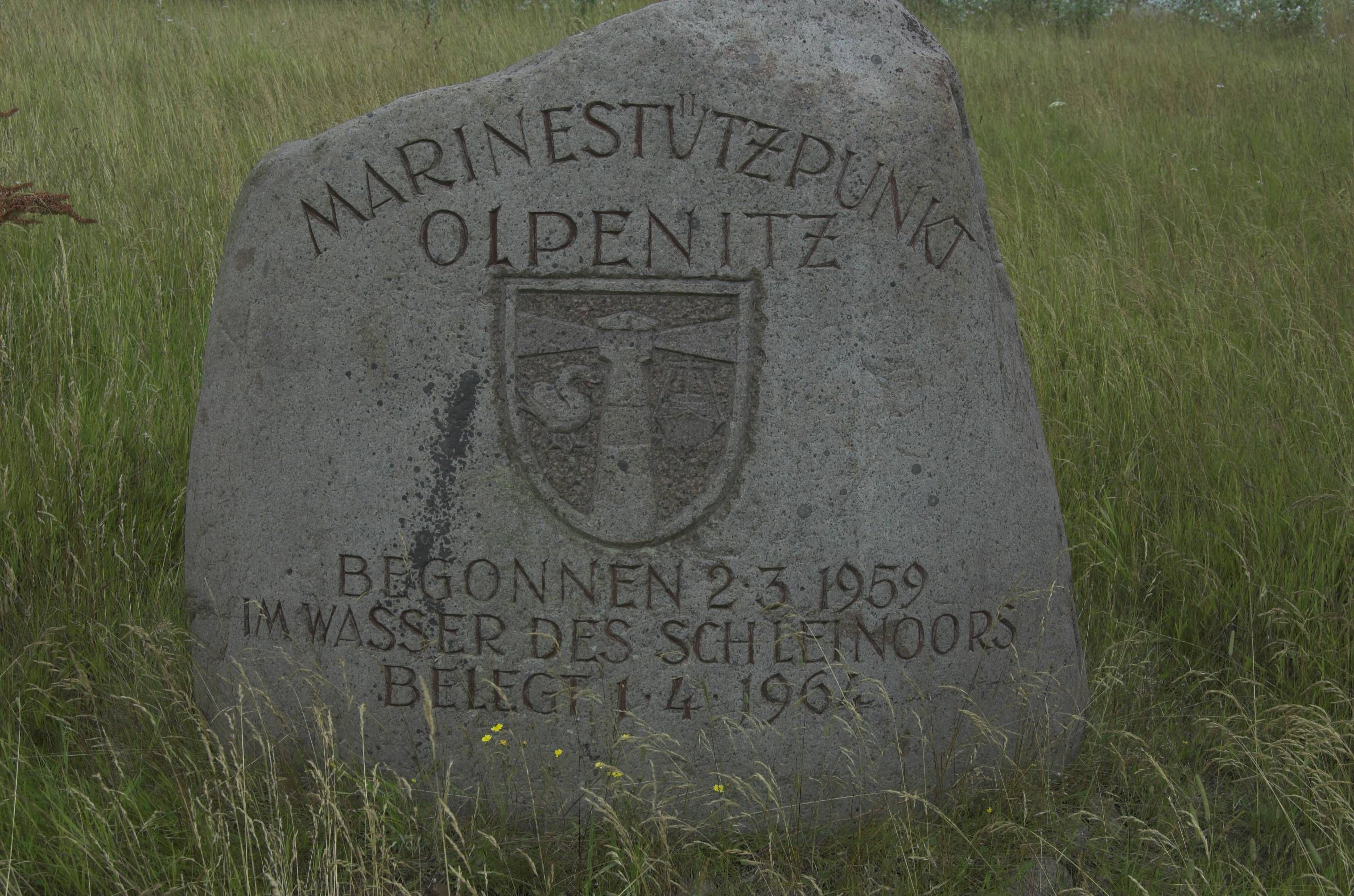
Gedenkstein des Marinestützpunkt Olpenitz
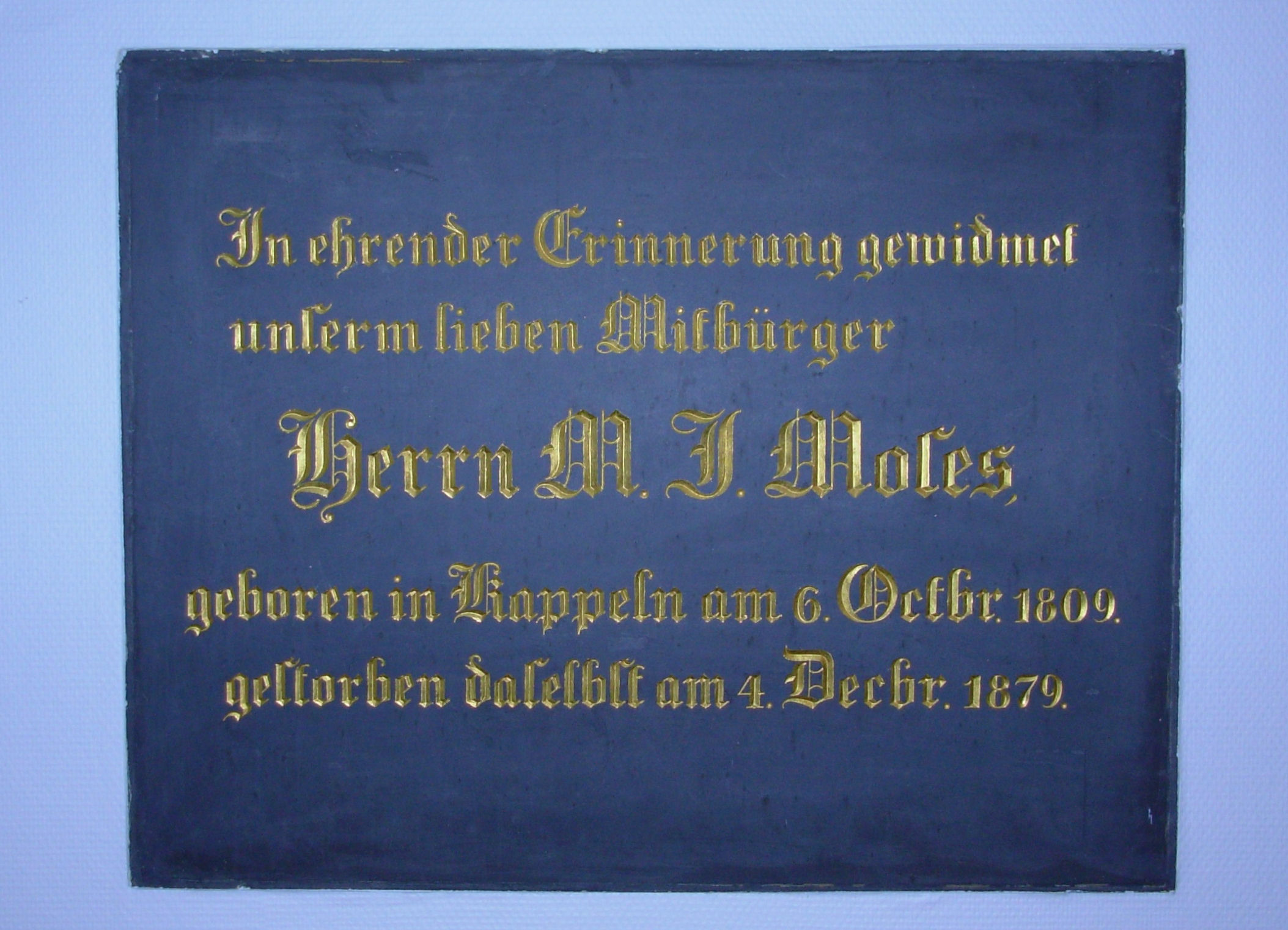
Gedenktafel für den Vater von Jacob Moser, heute im Haus der Diakonie.
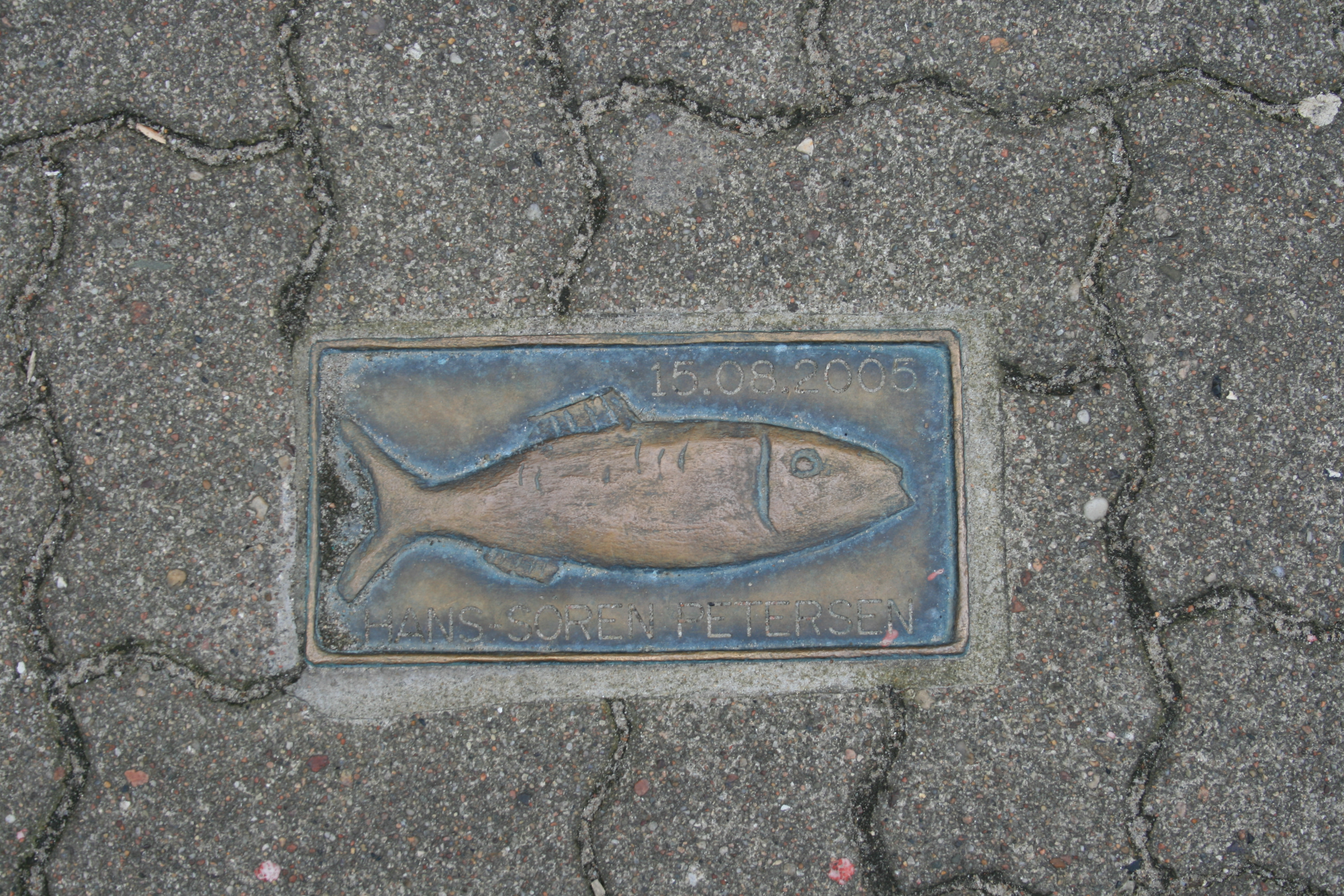
Die bronzenen Heringe, vielfach ins Pflaster eingefügt, sind mit dem Namen des Erwerbers signiert.